# Paryphosmylus ornatus
Paryphosmylus ornatus là một loài côn trùng trong họ Osmylidae thuộc bộ Neuroptera. Loài này được Krüger miêu tả năm 1913.